# Strada statale 95 (Polonia)
La strada statale 95 (sigla DK 95, in polacco droga krajowa 95) è una strada statale polacca che attraversa la città di Grudziądz.